# بات رايت
بات رايت (بالإنجليزية: Pat Wright)‏ (17 نوفمبر 1940 في المملكة المتحدة - ) هو مدرب كرة قدم ولاعب كرة قدم بريطاني في مركزي الظهير والدفاع. لعب مع برمنغهام سيتي وديربي كاونتي وشروزبري تاون ونادي روذرهام يونايتد ونادي ساوثيند يونايتد وWaterlooville F.C. ‏.